# Saux-et-Pomarède
Saux-et-Pomarède is een gemeente in het Franse departement Haute-Garonne (regio Occitanie) en telt 253 inwoners (2004). De plaats maakt deel uit van het arrondissement Saint-Gaudens.

## Geografie
De oppervlakte van Saux-et-Pomarède bedraagt 12,6 km², de bevolkingsdichtheid is 20,1 inwoners per km².

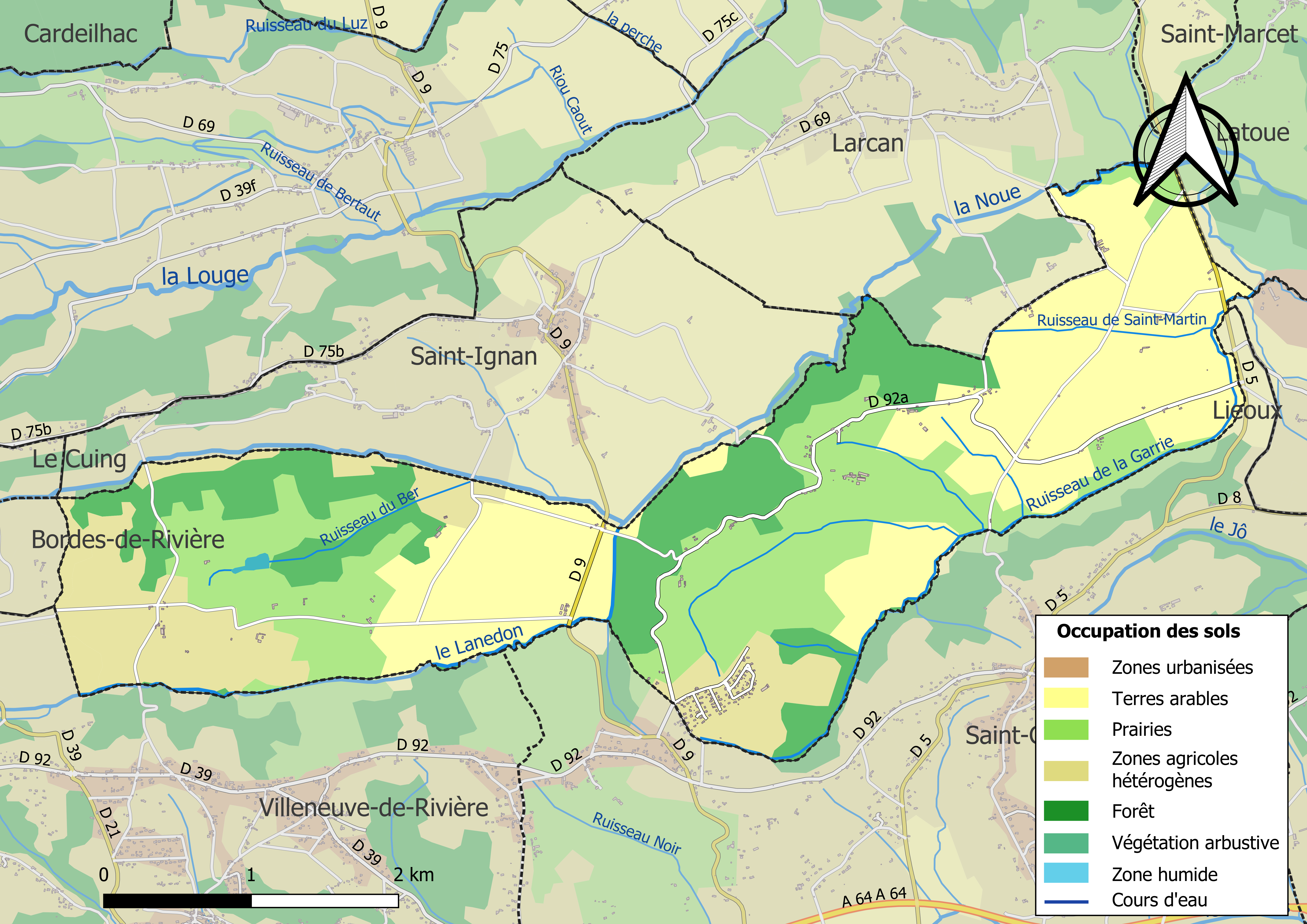
Kaart van de gemeente met de belangrijkste infrastructuur,bodemgebruik en omliggende gemeenten

## Demografie
Onderstaande figuur toont het verloop van het inwonertal (bron: INSEE-tellingen).